# Pine Bluff (Arkansas)
Pour les articles homonymes, voir Pine Bluff.
La ville de Pine Bluff est le siège du comté de Jefferson, dans l’État de l’Arkansas, aux États-Unis.

## Géographie

### Hydrographie et hydrologie
C'est à côté de Pine Bluff que le bayou Bartholomew prend sa source. Ce cours d'eau est le plus grand bayou des États-Unis, son cours mesure 586 kilomètres de long avant d'aller rejoindre la rivière Ouachita.

## Politique et administration

### Jumelages
La ville de Pine Bluff est jumelée avec :
- Bandō (Japon) depuis le 9 octobre 1989

## Population et société

### Démographie

#### Évolution du nombre d'habitants
| 1850 | 1860  | 1870  | 1880  | 1890  | 1900   | 1910   | 1920   | 1930   |
| ---- | ----- | ----- | ----- | ----- | ------ | ------ | ------ | ------ |
| 460  | 1 396 | 2 081 | 3 203 | 9 952 | 11 496 | 15 100 | 19 300 | 20 800 |

| 1940   | 1950   | 1960   | 1970   | 1980   | 1990   | 2000   | 2010   | - |
| ------ | ------ | ------ | ------ | ------ | ------ | ------ | ------ | - |
| 21 300 | 37 200 | 44 000 | 57 400 | 56 600 | 57 100 | 55 085 | 49 083 | - |

### Enseignement

#### Vie universitaire
L'université de l'Arkansas à Pine Bluff est l'université de Pine Bluff.

## Culture locale et patrimoine

### Personnalités liées à la ville
- Bill Carr (1909-1966), athlète, double champion olympique en 1932, né à Pine Bluff.
- Jay Dickey (1939-2017), ancien représentant de l'Arkansas à la Chambre des représentants des États-Unis.
- Charles Greene (1944-2022), athlète, né à Pine Bluff.
- Torii Hunter (1975-), joueur de baseball, né à Pine Bluff.
- Don Hutson (1913-1997), footballeur américain, né à Pine Bluff.
- Freeman Harrison Owens (1890-1979), inventeur et réalisateur, né à Pine Bluff.
- Martha Mitchell (1918-1976), femme politique, née à Pine Bluff.
- Krista White (1984-), top model, gagnante de America's Next Top Model Cycle 14, née à Pine Bluff.
- Mykal Riley (1985-), joueur américain de basket-ball. Il évolue au poste d'ailier.

## Source
- (en) Cet article est partiellement ou en totalité issu de l’article de Wikipédia en anglais intitulé « Pine Bluff, Arkansas » (voir la liste des auteurs).